# Catherine Mulgrave
Catherine Mulgrave, född 1827, död 1891, var en jamaicansk missionär (Baselmissionsällskapet). Hon var verksam i Ghana. Hon är främst känd för att ha varit den första kvinnliga läraren av afrikanskt ursprung verksam vid missionärsskolorna i Ghana (1843), och för den pionjärroll hon spelade för kvinnors utbildning.